# 長門国
長門国（ながとのくに）は、かつて日本の地方行政区分だった令制国の一つ。山陽道に属する。

## 「長門」の名称と由来
長門は、古くは「穴門（あなと）」と呼ばれ、「穴戸」と書くこともあった。『日本書紀』によれば、大化6年（650年）穴戸の国司（草壁醜経）が白雉を献上した。天智4年（665年）には長門国が初見される。この間に改められた。
穴門とは海峡（関門海峡）を指しており、日本神話にも「穴戸神」の名が見える。古墳時代に成立した穴門国造の領域と阿武国造の領域をあわせて、7世紀に穴戸国が設置された。7世紀後半に長門国に改称した。

## 領域
明治維新の直前の領域は、下関市、萩市、長門市、美祢市、山陽小野田市、阿武郡および山口市の一部（旧阿東町）、宇部市の大部分（あすとぴあ・今村北・今村南・亀浦三丁目・亀浦四丁目・床波・西岐波・東岐波を除く）にあたる。

## 沿革

### 古代
海を隔てて朝鮮半島と向かい合う位置に在るので、古代には北部九州に準じて外交・防衛上重視された。
665年（天智天皇3年）には、筑紫国の大野城や基肄城と並んで、長門国に名称不明の城が築かれた。675年（天武天皇4年）には、畿内と陸奥国と長門国を除いて、国司は大山位以下を任じることが定められた。陸奥国と長門国が特別扱いされたのは、辺境の要地にあるためで、同じく辺要の九州は、筑紫大宰を上に持っていた。こうして、一時は他国より格上とされた長門国ではあるが、後に周防総領が置かれるとその管轄下に入ったと考えられる。
この時代の重要な遺跡としては次のようなものがある。
1. 須恵器窯跡 （日置（へき）町峠山） - 古墳時代後期から奈良時代
2. 嘉万中村遺跡 - 弥生時代の遺跡。鉄滓（てっさい）が発掘される
3. 仙崎半島の糘（すくも）塚古墳群 - 馬具・武器・壺鐙(あぶみ)4個
4. 西ノ木横穴墓
5. 森ケ岨（もりがすわ）横穴墓
6. 向津具（むかつく）半島の玉屋敷山林・油谷（ゆや） - 大陸伝来の有柄細型銅剣
7. 本油谷古墳 - 壺鐙1個
8. 湯免遺跡 - 弥生時代の高地性集落遺跡。1979年発掘調査
9. 宮の馬場遺跡 （北長門） - 卑弥呼の時代の村落遺跡
10. 西久田遺跡 - 鼓（つつみ）型器台2個
11. 土井ヶ浜遺跡 （下関市豊北町） - 弥生人骨大量出土。「英雄」（石の鏃11本、鮫の歯の鏃2本が突き刺さっている）や「鵜を抱く女」など
12. 綾羅木（あやらぎ）郷遺跡 - 綾羅木川周辺
13. 仁馬山古墳 - 古墳時代前期
14. 下関郊外の丘陵 - 箱式石棺、内行花文鏡（ないこうかもんきょう）、管玉（くだたま）、蓋弓帽（がいきゅうぼう）、1968年発掘

一説によると、下関市豊田湖湖畔に日女尊（ヒメコ・ヒミコ）の冬の居城があり、更に安徳天皇西市陵墓参考地が日女尊の墓とされる（安徳天皇の陵墓は下関市赤間神宮横にある。明治期に正式に認定されたが、安徳天皇が葬られた場所という伝承があるため陵墓参考地に指定されている土地は当該土地を含め10か所以上あるという）。
奈良時代の長門国は、銅を多量に産した。国司直営の銅山から採掘された銅は、都に送られて東大寺の大仏の原料になった。

### 平安時代
また貨幣の原料としても重宝され、818年（弘仁9年）3月7日に国司が廃止されて鋳銭使と改められ、長門の行政・貨幣鋳造を司った。鋳銭使は制度上京官である鋳銭司を引き継いだものでありながら、国司が持つ行政機能も統合するという特殊な機関であり、長門の租税と産銅を貨幣鋳造に振り向ける仕組みであったと考えられている。しかし、この時期、長門国内では飢饉や凶作で税収が不振になったことに加え、周防との国境にある長登銅山以外の銅山が枯渇し始めていた。こうした状況を受けて、825年（天長2年）により都に近い周防国吉敷郡に鋳銭司を再建して長登銅山から直接材料を搬入することになり、長門から鋳銭組織が撤退したことを受けて国司が再設置されることになった。鋳銭所の所在地は下関市長府逢坂・安養寺に比定されている。
源氏と平氏が権力争いを展開した時代の末期、平氏の知行国であった中で厚東氏、豊田氏の両氏が勢力を伸ばし、1185年（元暦2年）には壇ノ浦の戦いの舞台ともなった。

### 鎌倉時代
1276年（建治2年）、鎌倉幕府が元寇に対処するため長門探題が置かれた。

### 室町・戦国時代
周防国山口を本拠地とする大内氏が守護職となり守護代として鷲頭氏や内藤氏が務めた。この大内氏は九州のうち豊前国、筑前国までを勢力圏としていたが、後に安芸国の毛利氏に取って代わられる。

### 江戸時代
萩に藩庁を置いた長州藩の所領であった。寛永年間には馬関が北前船が寄港地として繁栄し、幕末には明治維新への拠点となった。

### 近世以降の沿革
- 「旧高旧領取調帳」に記載されている明治初年時点での国内の支配は以下の通り（294村・454,364石余）。太字は当該郡内に藩庁が所在。国名のあるものは他国に藩庁が存在。
  - 阿武郡（57村・103,978石余） - 周防山口藩、周防徳山藩
  - 見島郡（2村・1,308石余） - 周防山口藩
  - 大津郡（20村・47,722石余） - 周防山口藩
  - 美祢郡（23村・67,292石余） - 周防山口藩
  - 厚狭郡（40村・95,928石余） - 府中藩、周防山口藩
  - 豊浦郡（152村・138,134石余） - 府中藩、清末藩、周防山口藩
- 明治2年8月7日（1869年9月12日） - 任知藩事にともない府中藩が改称して豊浦藩となる。
- 明治4年
  - 6月19日（1871年8月5日） - 徳山藩が廃藩。領地が山口藩の管轄となる。
  - 7月14日（1871年8月29日） - 廃藩置県により、山口県、豊浦県、清末県の管轄となる。
  - 11月15日（1871年12月26日） - 第1次府県統合により、全域が山口県の管轄となる。

## 国内の施設

### 国府
国府は豊浦郡にあった。現在の下関市長府宮ノ内町の忌宮神社の近辺と推定されるが、遺跡はまだ見つかっていない。
長府（長門国府）と呼ばれる前は、穴門の豊浦宮（古事記、日本書紀に記載）と呼ばれていた。

### 国分寺・国分尼寺
長門国分寺跡
下関市南部町。

### 神社
延喜式内社
『延喜式神名帳』には、以下に示す大社3座1社・小社2座2社の計5座3社が記載されている。大社1社は名神大社である。長門国の式内社一覧を参照。
- 豊浦郡 住吉坐荒御魂神社三座（現 住吉神社） （下関市一の宮） - 名神大社。
- 豊浦郡 忌宮神社 （下関市長府宮ノ内町）
- 豊浦郡 杜屋神社 （下関市豊浦町）

総社・一宮以下
- 総社 惣社宮 - 忌宮神社境外摂社・守宮司神社（下関市長府惣社町）の境内にある。
- 一宮 住吉神社
- 二宮 忌宮神社
- 三宮 龍王神社（乳母屋神社、下関市大字吉見下）

## 地域

### 郡
- 厚狭郡（9郷）
- 豊浦郡（8郷）

- 美祢郡（6郷）
- 大津郡（9郷）

- 阿武郡（8郷）
- 見島郡（『和名抄』も長門国の郡数合計5としながらこの郡を加えたままにしている。）

合計40郷（『和名抄』）

### 江戸時代の藩
- 長州藩（萩藩、毛利藩）、毛利家（36.9万石）
- 長府藩（長州藩支藩、6万石→5万石→3.8万石→4.7万石→5万石）
- 清末藩（長府藩支藩、1万石）

## 人物

### 国司
- 三輪高市麻呂：大宝2年（702年）任官
- 槻本奈弖麻呂：延暦18年（799年）任官
- 藤原豊彦：弘仁6年（815年）任官
- 清峯門継：承和3年（836年）任官
- 藤原宗善：承和4年（837年）任官
- 広宗王：承和8年（841年）任官
- 高橋清野：承和12年（845年）任官
- 紀真岡：嘉祥2年（849年）任官
- 真貞王：仁寿3年（853年）任官
- 善世豊水：天安3年（857年）任官
- 橘高成：天安3年（857年）任官
- 橘高成：天安3年（857年）任官
- 紀春常：貞観3年（861年）任官
- 藤原安嶺：貞観9年（867年）任官
- 紀真丘：貞観11年（869年）
- 宗岳木村：元慶3年（879年）離任
- 橘子善：元慶6年（882年）任官
- 菅原宗岳：仁和4年（888年）任官
- 藤原為経

### 守護

#### 鎌倉幕府
- 1186年（文治2年）～? - 佐々木高綱[2]
- 1193年（建久4年）～? - 佐々木定綱[2]
- ?～1221年（承久3年） - 佐々木広綱[2]
- 1221年（承久3年）7月～1221年（承久3年）9月 - 小鹿島公業[2]
- 1222年（貞応元年）～? - 天野政景[2] （守護代 小田村光兼）
- 1242年（仁治3年）～? - 天野義景[2] （守護代 大塚康親）
- 1252年（建長4年）[注釈 1]～1276年（建治2年） - 二階堂行忠[2] （守護代 三井資平）
- 1276年（建治2年）～1279年（弘安2年） - 北条宗頼[2] （守護代 長井頼茂、岡田入道浄蓮）
- 1279年～1280年（弘安3年）[注釈 2] - 北条兼時[2]
- 1281年（弘安4年）～? - 北条師時[2] （守護代 駿河三郎、平内左衛門尉）
- 1282年（弘安5年）～? - 北条忠時[2]
- 1284年（弘安7年）～1296年（永仁4年） - 北条実政[2] （守護代 平岡為時）
  - 1296年～1298年 守護代 長門長義
- 1298年（永仁6年）～1299年（正安元年） - 北条時仲[2]
- 1300年（正安2年）～1305年（嘉元3年） - 北条時村[2]
- 1305年（嘉元3年）～? - 北条熙時[2]
- ?〜1307年（徳治2年）～1319年（元応元年）〜? - 北条時仲[2]
- ?〜1323年（元亨3年）～1333年（元弘3年） - 北条時直[2]

#### 建武政権
- 1333年? - 「長門国守護職次第」によれば「輔大納言」なる人物が守護となったという。二条師基とする説と万里小路宣房とする説とがある。

#### 室町幕府
- 1334年～1348年 - 厚東武実 （守護代 富永弥六入道）
- 1348年～1349年 - 厚東武村
- 1349年～1351年 - 長井高広
- 1351年～1353年 - 厚東武直
- 1354年～1358年 - 厚東義武
- 1358年～1374年 - 大内弘世 （守護代 森入道良恵、宮川入道良覚、杉又次郎入道智静、黒川貞信、陶弘綱）
- 1375年～1399年 - 大内義弘 （守護代 杉重貞/重直、儀安、範安、）
- 1400年～1401年 - 大内弘茂 （守護代 陶高長）
- 1401年～1431年 - 大内盛見 （守護代 陶弘長、盛長、盛政、内藤盛貞）
- 1431年～? - 大内持盛 （守護代 陶盛政）
- 1432年～1441年 - 大内持世 （守護代 鷲頭盛範）
- 1441年～1465年 - 大内教弘 （守護代 鷲頭盛範、内藤有貞、盛世）
- 1465年～1495年 - 大内政弘 （守護代 内藤盛世、武盛、弘矩）
- 1495年～1528年 - 大内義興 （守護代 内藤弘矩、弘春、興盛）
- 1528年～1551年 - 大内義隆 （守護代 内藤興盛）
- 1562年～1563年 - 毛利隆元

### 戦国大名
- 大内氏
  - 陶氏
- 毛利氏

### 武家官位としての長門守
- 江戸時代以前
  - 伊集院忠国
  - 伊藤盛正
  - 色部光長
  - 小笠原成助
  - 笠間時朝
  - 村井貞勝
- 江戸時代日向高鍋藩主
  - 秋月種長：初代藩主
  - 秋月種春：第2代藩主
  - 秋月種政：第4代藩主
  - 秋月種弘：第5代藩主
  - 秋月種美：第6代藩主
  - 秋月種殷：第10代藩主
- 江戸時代山城淀藩主
  - 稲葉正知：初代藩主
  - 稲葉正備：第8代藩主
  - 稲葉正邦：第12代藩主
- 江戸時代陸奥相馬中村藩主
  - 相馬義胤：初代藩主の父
  - 相馬義胤 ：第2代藩主
  - 相馬忠胤：第3代藩主
  - 相馬叙胤：第6代藩主
  - 相馬恕胤：第8代藩主
  - 相馬益胤：第11代藩主
- 江戸時代下野足利藩主
  - 戸田忠時：初代藩主
  - 戸田忠言：第4代藩主
  - 戸田忠禄：第7代藩主
  - 戸田忠行：第8代代藩主
- 江戸時代播磨三草藩主
  - 丹羽氏栄：第2代藩主
  - 丹羽氏福：第3代藩主
  - 丹羽氏中：第6代藩主
- 江戸時代常陸谷田部藩主
  - 細川興栄：第4代藩主
  - 細川興虎：第5代藩主
  - 細川興徳：第7代藩主
  - 細川興建：第8代藩主
- 江戸時代信濃須坂藩主
  - 堀直佑：第4代藩主
  - 堀直寛：第6代藩主
  - 堀直郷：第8代藩主
  - 堀直虎：第13代藩主
  - 堀直明：第14代藩主
- 江戸時代飛騨高山藩主
  - 金森重頼 : 第3代藩主
  - 金森頼直 : 第4代藩主
- 江戸時代長州藩主
  - 毛利秀就：初代藩主
  - 毛利吉就：第3代藩主
  - 毛利元徳：第14代藩主
- 江戸時代その他
  - 安藤信正：陸奥磐城平藩主・老中
  - 石川康通：美濃大垣藩・伊勢亀山藩主
  - 板倉重郷：下総関宿藩主
  - 稲垣重房：近江山上藩主
  - 植村恒朝：上総勝浦藩主
  - 木村重成：豊臣秀頼の側近
  - 京極高朗：讃岐丸亀藩主
  - 九鬼隆義：摂津三田藩藩主
  - 九鬼守隆：志摩鳥羽藩主
  - 久世広運：下総関宿藩主
  - 関一政：美濃多良藩・伯耆黒坂藩主
  - 本多忠利：陸奥石川藩・三河挙母藩主
  - 本多忠央：挙母藩・遠江相良藩主
  - 松倉勝家：肥前島原藩主
  - 松平近儔：豊後府内藩主
  - 米倉昌賢：武蔵六浦藩主

## 長門国の主な合戦
- 1185年 : 壇ノ浦の戦い、源氏（源義経、源範頼） x 平家（平宗盛、平知盛）
- 1551年 : 大寧寺の変、陶（陶晴賢、内藤興盛、杉重矩） x 大内（大内義隆、大内義尊、冷泉隆豊）
- 1555年 - 1557年 : 防長経略、毛利（毛利元就、毛利隆元、吉川元春、小早川隆景） x 大内（大内義長、内藤隆世、杉隆泰、山崎興盛）
- 1864年 : 下関戦争、英・仏・蘭・米連合軍 x 長州藩
- 1864年 - 1866年 : 長州征討、長州藩 x 江戸幕府